# HD 556
HD 556 — кратная звезда в созвездии Андромеды на расстоянии (вычисленном из значения параллакса) приблизительно 488 световых лет (около 150 парсеков) от Солнца.
Пара третьего и четвёртого компонентов (V342 Андромеды (лат. V342 Andromedae)) — двойная затменная переменная звезда типа Алголя (EA). Видимая звёздная величина — от +7,72m до +7,58m. Орбитальный период — около 2,6393 суток. Орбитальный период вокруг первого компонента — около 20000 лет. Удалена на 5 угловых секунд (464 а.е.).

## Характеристики
Первый компонент (HD 556A) — белая звезда спектрального класса A3 или A4V. Видимая звёздная величина звезды — +9,077m. Масса — около 1,999 солнечной, радиус — около 2,18 солнечных, светимость — около 5,669 солнечных. Эффективная температура — около 8289 K.
Второй компонент — красный карлик спектрального класса M. Масса — около 211,09 юпитерианских (0,2015 солнечных). Удалён на 1,884 а.е..
Третий компонент (HD 556Ba) — жёлто-белая звезда спектрального класса F. Масса — около 1,27 солнечной, радиус — около 1,21 солнечного. Эффективная температура — около 6395 K.
Четвёртый компонент (HD 556Bb) — жёлто-белая звезда спектрального класса F. Масса — около 1,28 солнечной, радиус — около 1,25 солнечного. Эффективная температура — около 6200 K.